# Wrexham A.F.C.
Wrexham Association Football Club (velški: Clwb Pêl-droed Cymdeithas Wrecsam) velški je nogometni klub iz Wrexhama koji se trenutačno natječe u Championshipu, drugom rangu engleskog nogometa.
Tradicionalne boje kluba su crvena i zelena. Svoje domaće utakmice igra na stadionu Racecourse Ground.

## Povijest
Klub su osnovali članovi Wrexham Cricket Cluba 1864. godine koji su htjeli imati sportsku aktivnost za zimske mjesece. Time je Wrexham A.F.C. (nakon Sheffielda, Craya, Hallama, Notts Countyja i Stoke Cityja) šesti najstariji klub na svijetu, treći najstariji profesionalni nogometni klub na svijetu i najstariji nogometni klub u Walesu. Prvu utakmicu odigrao je 22. listopada 1864. godine protiv Prince of Wales Fire Brigadea.
Godine 1890. postaje član lige The Combination. Prvi meč u ovom natjecanju klub je odigrao 6. rujna 1890. godine protiv Gorton Ville. U sezoni 1894./95. prelazi u Welsh League. Ubrzo nakon toga se vraća u The Combination u kojoj ostaje do 1905. godine. Potom postaje član Birmingham and District League. U razdoblju od 1908. do 1921. šest puta osvaja Welsh Cup.

## Uspjesi

### Domaći

#### Ligaški
- Football League Third Division North/Third Division/Division 2/League One

Prvak (1): 1977./78.
Doprvak (2): 1932./33., 2024./25.
- Fourth Division/Division 3/League Two

Doprvak (3): 1969./70., 1992./93., 2023./24.
Promovirani (4): 1961./62., 1969./70., 1992./93., 2002./03.
Doigravanje (1): 1988./99.
- National League

Prvak (1): 2022./23.
Doprvak (1): 2021./22.
- The Combination

Prvak (4): 1900./01., 1901./02., 1902./03., 1904./05.
Doprvak (1): 1899./00.
- Welsh Senior League

Prvak (2): 1894./95., 1895./96.

#### Kupski
- FA Cup

Četvrtfinale (3): 1973./74., 1977./78., 1996./97.
- Football League Cup

Četvrtfinale (1): 1997./98.
- Football League Trophy

Osvajač (1): 2004./05.
- FA Trophy

Osvajač (1): 2012./13.
Finalist (2): 2014./15., 2021./22.
- Football League Cup (North)

Osvajač (1): 1943./44.
- Debenhams Cup

Finalist (1): 1977./78.
- Welsh Cup

Osvajač (23): 1877./78., 1882./83., 1892./93., 1896./97., 1902./03., 1904./05., 1908./09., 1909./10., 1910./11., 1913./14., 1914./15., 1920./21., 1923./24., 1924./25., 1930./31., 1956./57., 1957./58., 1959./60., 1971./72., 1974./75., 1977./78., 1985./86., 1994./95.  (Rekord)
Finalist (22): 1878./79., 1889./90., 1890./91., 1894./95., 1985./96., 1897./98., 1898./99., 1901./02., 1919./20., 1931./32., 1932./33., 1949./50., 1961./62., 1964./65., 1966./67., 1970./71., 1978./79., 1982./83., 1983./84., 1987./88., 1989./90., 1990./91.
- FAW Premier Cup

Osvajač (5): 1997./98., 1999./00., 2000./01., 2002./03., 2003./04. (Rekord)
Finalist (3): 1998./99., 2004./05., 2005./06.
- Supporters Direct Cup

Podijeljeno (1): 2015./16.
Finalist (2): 2011./12., 2014./15.

### Europski
- Kup pobjednika kupova

Četvrtfinale (1): 1975./76.

## Vanjske poveznice
- Wrexham A.F.C. on BBC Sport: Club news – Recent results and fixtures
- Službena web stranica
- Wrexham Supporters Trust  Arhivirana inačica izvorne stranice od 1. svibnja 2007. (Wayback Machine)
- RedPassion Fansite and Forum